# Малые Паны
Ма́лые Паны́ —  покинутая деревня в Ардатовском районе Нижегородской области. Входит в состав  Хрипуновского сельсовета

## Этимология
Деревня Малые Паны, так же как и соседнее село Круглые Паны, принадлежало полякам Прокудину и Закревской и было в значительной мере населено выходцами из Польши и Литвы, переселённым сюда при царе Алексее Михайловиче после русско-польской войны 1654—1667 годов.

## История
Деревня была основана переселенцами из села Сыресева. В 1912 году здесь было 53 двора и 300 жителей. В советское время работали колхозы «Красная Зорька» и «Атемасовский».

## Географическое положение
Деревня Малые Паны находится на юго-западе Нижегородской области России, к востоку от автомобильной дороги Ардатов — Дивеево. Административный центр муниципального округа Ардатов находится в 15 км к северо-западу от Малых Панов. Деревня соединена просёлочными дорогами на северо-западе с селом Атемасово (расстояние 2 км), на севере — с деревней Мостовкой (1 км), на востоке — с селом Смирново (4 км), на юго-западе — с селом Большое Череватово (7 км) и деревней Малое Череватово (6 км). Высота над уровнем моря около 173 метров.
Деревня Малые Паны, как и вся Нижегородская область, находится в часовой зоне МСК (московское время). Смещение применяемого времени относительно UTC составляет +3:00.

## Административная принадлежность
Деревня Малые Паны входит в состав Хрипуновского сельсовета Ардатовского муниципального округа Нижегородской области Российской Федерации.

## Климат
Деревня находится в зоне умеренно-континентального климата, который характеризуется холодной продолжительной зимой и тёплым, но достаточно коротким летом. За год выпадает в среднем 450—550 мм осадков, из них 68 % — в виде дождя и 32 % — в виде снега. Среднегодовая относительная влажность воздуха — 76 %. Снежный покров достигает 50 см, а в особо снежные зимы может достигать одного метра и более.
Весна приходит резко, обычно к середине апреля, при этом вплоть до середины мая нередки заморозки. Лето сравнительно короткое и достаточно жаркое — в отдельные годы температура может достигать 36 °C. Шапка лета приходится на июль. В конце весны и лета нередки грозы — их может случаться до 20 за год, почти каждый год выпадает град. Осень приходит в сентябре и стоит до начала ноября, но уже в сентябре нередки заморозки. Зима наступает в начале ноября и продолжается до середины марта. Обычно первый снег выпадает в октябре и держится в течение пяти месяцев, сходит к 10—15 апреля. Почва промерзает на глубину 70—90 см.
Вегетационный период составляет 189 дней, продолжительность безморозного периода — 137 дней.

## Население
| Численность населения | Численность населения | Численность населения | Численность населения | Численность населения | Численность населения | Численность населения | Численность населения |
| 1859                  | 1912                  | 1916                  | 1978                  | 1992                  | 2002                  | 2010                  | 2021                  |
| --------------------- | --------------------- | --------------------- | --------------------- | --------------------- | --------------------- | --------------------- | --------------------- |
| 227                   | ↗300                  | ↗362                  | ↘37                   | ↘5                    | ↘3                    | ↘0                    | →0                    |

## Инфраструктура
В деревне нет названий улиц.

## Комментарии
1. ↑  Указано как «Панки малыя».